# Elovec
Elovec (makedonska: Еловец) är en ort i Nordmakedonien.   Den ligger i kommunen Čaška, i den centrala delen av landet, 40 kilometer söder om huvudstaden Skopje. Elovec ligger 344 meter över havet och antalet invånare är 164.